# ترنبولون هگزاهیدروبنزیل کربنات
ترنبولون هگزاهیدروبنزیل کربنات (به انگلیسی: Trenbolone hexahydrobenzylcarbonate)، یا ترنبولون سیکلوهگزیل متیل کربنات (به انگلیسی: Trenbolone cyclohexylmethylcarbonate)، با نامهای تجاری پارابولان (به انگلیسی: Parabolan) و هگزابولان (به انگلیسی: Hexabolan) یک استروئید آنابولیک فرانسوی از زیرمجموعه ناندرولون است. بیشتر به شکل آمپولهای تزریق عضلانی در دسترس بوده‌است و اکنون مدتهاست که تولید آن قطع شده‌است. این ترکیب باید دور از تماس مستقیم با هوا و در دمای ۲ تا ۸ درجه نگهداری شود.